# Louis Bilodeau
Louis Bilodeau (né le 9 décembre 1924 à Montréal - mort le 26 novembre 2006 à Sherbrooke) était un animateur de télévision québécois principalement connu pour avoir animé l'émission Soirée canadienne de 1960 à 1983. Il est considéré comme un pionnier de la télévision québécoise.

## Vie familiale
Originaire de Montréal, il était le fils d'Oswald Bilodeau et de Rose-Alma Vallée. Le 6 septembre 1948, il s'est marié avec Mae Lafrance à l'église Saint-Michel de Rouyn-Noranda. Il est le père de quatre garçons nommés Pierre, Paul, André et Jean. Il était le frère du comédien québécois Pascal Rollin (de son vrai nom Guy Bilodeau) et du comédien Jacques Bilodeau.

## Début à la télévision en 1956
Après un début de carrière à la radio de Ville-Marie à CKVM-AM, il devient le premier animateur de la station CHLT-TV de Sherbrooke lors de l'ouverture de la station en 1956. Il fut chroniqueur sportif et il a aussi personnifié le Père Antime dans une émission folklorique à la station télévisée CHLT de Sherbrooke avant d'animer Soirée canadienne en 1960.

## Soirée canadienne (1960-1983)
Enregistrée au studio de la station CHLT de Sherbrooke, l'émission présentait chaque semaine le folklore et l'histoire d'une localité québécoise sous la forme
d'une veillée d'autrefois en présence du maire, du curé de la paroisse, des aînés de la localité et des talents locaux. L'émission était diffusée tous les samedis de 19h00 à 20h00.

## Festival des Cantons (1974-1980)
En 1974, il fonde le Festival des Cantons qui permet de faire connaître la relève folklorique et les talents provenant des divers secteurs de l'Estrie et du Québec.

## Animation à l'Olympia de Paris pour un spécial télé en 1977
Le 23 juin 1977 à Paris, il a animé le spécial télévisé Soirée canadienne du Québec à l'Olympia pour la Société Radio-Canada. Ce spectacle présentait des membres du Festival des Cantons de la région de l'Estrie et mettait aussi en vedette Ti-Blanc Richard. La présence du chanteur Joe Dassin fut aussi très remarquée. La diffusion eu lieu à Radio-Canada le 31 décembre 1978.

## Retour à la télévision pour un spécial télé de Pâques en 2006
À l'occasion d'un spécial télé pour Pâques dans le cadre de la rediffusion de l'émission Soirée canadienne à la chaîne Prise 2, Louis Bilodeau fit sa dernière animation à la télévision au réseau TVA en 2006. Cette émission fut un succès ainsi que la rediffusion de Soirée canadienne qui continue tous les samedis soir.

## Décès
Le 27 novembre 2006, il succombe à un cancer du poumon, un mois après le lancement du premier coffret DVD de Soirée canadienne. Les obsèques ont eu lieu le 2 décembre 2006 à la cathédrale Saint-Michel de Sherbrooke.

## Honneurs et distinctions
Inauguration d'une murale de la scène culturelle sherbrookoise en 2006
Cette murale représente des personnalités marquantes de la scène culturelle sherbrookoise, dont Louis Bilodeau. L'inauguration eut lieu en septembre 2006 à Sherbrooke, en présence de M. Bilodeau, par le collectif MURIRS. Il s'agissait de l'une de ses rares apparitions publiques car sa santé était très fragile. L'œuvre mesure 120 pieds met en scène 30 personnalités du monde culturel d'hier et d'aujourd'hui réunies pour le 50e anniversaire de CHLT-TV. La murale est située sur la rue Frontenac devant le Musée de la nature et des sciences.
Estrie : l'autoroute 610 est renommée en l'honneur de Louis Bilodeau en 2008
Le 7 janvier 2008, la ville de Sherbrooke a présenté son intérêt de renommer l'autoroute 610 par le nom « autoroute Louis-Bilodeau » en l'honneur de l'animateur. Le projet se réalisa le 22 avril 2008 et l'autoroute 610 fut désignée « Autoroute Louis-Bilodeau » par la Commission de toponymie du Québec.